# Molophilus setuliferus
Molophilus setuliferus är en tvåvingeart som beskrevs av Alexander 1927. Molophilus setuliferus ingår i släktet Molophilus och familjen småharkrankar. Inga underarter finns listade i Catalogue of Life.